# Marysville (Pennsylvania)
Marysville város az USA Pennsylvania államában. Lakosainak száma 2652 fő (2020. április 1.).

## Népesség
A település népességének változása:
| Lakosok száma | 2534 | 2535 | 2652 |
|               | 2010 | 2015 | 2020 |